# Campionato mineiro 2022
Il campionato mineiro 2022 - Módulo I (ufficialmente Campeonato Mineiro Sicoob 2022 - Módulo I per ragioni di sponsorizzazione) è stata la 108ª edizione del campionato mineiro, disputata fra il 25 gennaio e il 2 aprile 2022 e conclusa con la vittoria dell'Atlético Mineiro.
Capocannoniere del torneo è stato Hulk con 10 reti.

## Stagione

### Novità
Al termine della stagione 2021 sono retrocesse nel Módulo II Boa Esporte e Coimbra. Dalla seconda divisione, invece, sono salite Villa Nova e Democrata-GV.
A differenza delle edizioni passate, la finale si svolgerà in gara unica anziché con un doppio confronto.

### Formato
Le dodici squadre si affrontano dapprima in una prima fase, consistente in un girone da dodici squadre di sola andata. Le prime quattro classificate accederanno alla seconda fase che decreterà la vincitrice del campionato. Le formazioni classificatesi tra il quinto e l'ottavo posto, prenderanno parte al Troféu Inconfidência. Le ultime due classificate, retrocedono nel Módulo II.
La prime tre classificate, potranno partecipare alla Série D 2023. I primi quattro posti garantiscono anche un posto nella Coppa del Brasile; nel caso lo stato di Minas Gerais avesse diritto a un quinto posto, questo verrà occupato dalla vincitrice del Troféu Inconfidência.
Nel caso le prime tre classificate siano già qualificate alla Série D o alle serie superiori, l'accesso alla quarta serie andrà a scalare.
Il titolo di Campeao do Interior verrà assegnato al club meglio piazzato nel corso della competizione ad esclusione dei tre club di Belo Horizonte, ovvero América-MG, Atlético Mineiro e Cruzeiro. Nel caso in cui due club dovessero raggiungere lo stesso risultato (venendo entrambi eliminati nella semifinale della seconda fase), vi sarà uno spareggio per decretare il vincitore.

## Squadre partecipanti
| Club             | Città                | Stadio                                  | Stagione precedente    |
| ---------------- | -------------------- | --------------------------------------- | ---------------------- |
| América-MG       | Belo Horizonte       | Stadio Raimundo Sampaio                 | 2º posto               |
| Athletic         | Sao Joao del-Rei     | Stadio Joaquim Portugal                 | 8º posto               |
| Atlético Mineiro | Belo Horizonte       | Stadio Mineirão                         | 1º posto               |
| Caldense         | Poços de Caldas      | Stadio Doutor Ronaldo Junqueira         | 7º posto               |
| Cruzeiro         | Belo Horizonte       | Stadio Mineirão                         | 4º posto               |
| Democrata-GV     | Governador Valadares | Stadio José Mammoud Abbas               | 2º posto nel Módulo II |
| Patrocinense     | Patrocínio           | Stadio Pedro Alves do Nascimento        | 10º posto              |
| Pouso Alegre     | Pouso Alegre         | Stadio Municipal Irmão Gino Maria Rossi | 5º posto               |
| Tombense         | Tombos               | Stadio Antônio Guimarães de Almeida     | 3º posto               |
| Uberlândia       | Uberlândia           | Stadio Municipal Parque do Sabiá        | 9º posto               |
| URT              | Patos de Minas       | Stadio Zama Maciel                      | 6º posto               |
| Villa Nova       | Nova Lima            | Stadio Municipal Castor Cifuentes       | 1º posto nel Módulo II |

## Prima fase

### Classifica finale
| Pos. | Squadra          | Pt | G  | V | N | P | GF | GS | DR  |
| ---- | ---------------- | -- | -- | - | - | - | -- | -- | --- |
| 1    | Atlético Mineiro | 28 | 11 | 9 | 1 | 1 | 23 | 5  | +18 |
| 2    | Athletic         | 25 | 11 | 8 | 1 | 2 | 15 | 4  | +11 |
| 3    | Cruzeiro         | 22 | 11 | 7 | 1 | 3 | 21 | 11 | +10 |
| 4    | Caldense         | 18 | 11 | 6 | 0 | 5 | 12 | 13 | –1  |
| 5    | América-MG       | 17 | 11 | 5 | 2 | 4 | 11 | 8  | +3  |
| 6    | Villa Nova       | 15 | 11 | 3 | 6 | 2 | 13 | 10 | +3  |
| 7    | Democrata-GV     | 14 | 11 | 4 | 2 | 5 | 10 | 10 | 0   |
| 8    | Tombense         | 11 | 11 | 3 | 2 | 6 | 8  | 13 | -5  |
| 9    | Patrocinense     | 10 | 11 | 3 | 1 | 7 | 7  | 16 | -9  |
| 10   | Pouso Alegre     | 9  | 11 | 2 | 3 | 6 | 11 | 19 | -8  |
| 11   | Uberlândia       | 9  | 11 | 2 | 3 | 6 | 6  | 16 | -10 |
| 12   | URT              | 7  | 11 | 1 | 4 | 6 | 6  | 18 | -12 |

Legenda:
     Ammessa alla seconda fase.
     Ammessa al Troféu Inconfidência.
     Retrocesse nel Módulo II 2023
Regolamento:
Tre punti a vittoria, uno a pareggio, zero a sconfitta.

### Tabellone
Ogni riga indica i risultati casalinghi della squadra segnata a inizio della riga, contro le squadre segnate colonna per colonna (che invece avranno giocato l'incontro in trasferta). Al contrario, leggendo la colonna di una squadra si avranno i risultati ottenuti dalla stessa in trasferta, contro le squadre segnate in ogni riga, che invece avranno giocato l'incontro in casa.
|                  | AMM     | ATH     | ATM    | CAL    | CRU    | DGV    | PAT    | POU    | TOM    | UEC    | URT    | VIL    |
| ---------------- | ------- | ------- | ------ | ------ | ------ | ------ | ------ | ------ | ------ | ------ | ------ | ------ |
| América Mineiro  | –––– \| | 1-1     | 0-2    |        |        | 2-0    | 2-0    |        | 1-0    |        |        | 0-1    |
| Athletic Club    |         | –––– \| |        |        | 0-1    | 1-0    | 1-0    |        | 1-0    |        | 4-0    | 1-0    |
| Atlético Mineiro |         | 1-0     | ––––\| | 3-0    | 2-1    |        | 3-0    |        | 3-0    |        |        |        |
| Caldense         | 2-1     | 0-1     |        | ––––\| | 1-2    | 1-0    |        | 2-1    | 0-2    |        |        |        |
| Cruzeiro         | 0-2     |         |        |        | ––––\| | 1-0    |        | 5-1    |        | 2-1    | 3-0    | 2-2    |
| Democrata (GV)   |         |         | 0-1    |        |        | ––––\| | 1-1    | 1-0    | 1-0    | 3-0    |        |        |
| CA Patrocinense  |         |         |        | 0-2    | 2-1    |        | ––––\| | 0-1    | 2-1    | 1-2    | 1-0    |        |
| Pouso Alegre     | 0-1     | 1-4     | 2-3    |        |        |        |        | ––––\| |        | 2-0    | 1-1    | 1-1    |
| Tombense         |         |         |        |        | 0-3    |        |        | 1-1    | ––––\| | 0-0    | 2-0    | 2-1    |
| Uberlândia       | 2-1     | 0-1     | 0-4    | 0-1    |        |        |        |        |        | ––––\| |        | 0-0    |
| URT              | 0-0     |         | 1-0    | 1-3    |        | 1-2    |        |        |        | 1-1    | ––––\| |        |
| Villa Nova       |         |         | 1-1    | 2-0    |        | 2-2    | 2-0    |        |        |        | 1-1    | ––––\| |

Legenda:
     Vittoria della squadra in casa.
     Vittoria della squadra in trasferta.
     Pareggio.
Note:
In grassetto i clássicos.

## Seconda fase

### Tabellone
|  | Semifinali | Semifinali       | Semifinali | Semifinali | Semifinali |  |  | Finale | Finale           | Finale |  |
|  |            |                  |            |            |            |  |  |        |                  |        |  |
|  | 4          | Caldense         | 0          | 0          | 0          |  |  |        |                  |        |  |
|  | 1          | Atlético Mineiro | 2          | 3          | 5          |  |  | 1      | Atlético Mineiro | 3      |  |
|  | 3          | Cruzeiro         | 2          | 2          | 4          |  |  | 3      | Cruzeiro         | 1      |  |
|  | 2          | Athletic         | 0          | 1          | 1          |  |  |        |                  |        |  |

### Semifinali
| Squadra 1 | Totale | Squadra 2        | Andata | Ritorno |
| --------- | ------ | ---------------- | ------ | ------- |
| Caldense  | 0 - 5  | Atlético Mineiro | 0 - 2  | 0 - 3   |
| Cruzeiro  | 4 - 1  | Athletic         | 2 - 0  | 2 - 1   |

#### Andata
| Arbitro: | André Luiz Skettino Policarpo Bento |

|                           |           |  |
| Eduardo Brock 14’ Edu 49’ | Marcatori |  |

| Arbitro: | Felipe Fernandes de Lima |

|  |           |                      |
|  | Marcatori | 26’, 39’ (rig.) Hulk |

#### Ritorno
| Arbitro: | Marco Aurélio Augusto Fazekas Ferreira |

|                          |           |                                |
| Rafhael Lucas 43’ (rig.) | Marcatori | 36’ João Paulo 45’ Vitor Roque |

| Arbitro: | Ricardo Marques Ribeiro |

|                                       |           |  |
| Eduardo Sasha 20’ Keno 28’ Ademir 64’ | Marcatori |  |

### Finale
| Squadra 1        | Risultato | Squadra 2 |
| ---------------- | --------- | --------- |
| Atlético Mineiro | 3 - 1     | Cruzeiro  |

#### Tabellino
| Arbitro: | Felipe Fernandes de Lima |

|                                |           |         |
| Hulk 30’, 80’ (rig.) Nacho 64’ | Marcatori | 89’ Edu |

| Atlético Mineiro | Cruzeiro |

#### Formazioni
| Atlético Mineiro (4-4-2) |    |                    |     |     |
|                          |    |                    |     |     |
| P                        | 22 | Éverson            |     |     |
| D                        | 25 | Mariano            |     |     |
| D                        | 40 | Nathan Silva       |     |     |
| D                        | 4  | Réver              | 26’ |     |
| D                        | 13 | Guilherme Arana    |     |     |
| C                        | 29 | Allan              | 70’ | 83’ |
| C                        | 8  | Jair               |     | 87’ |
| C                        | 15 | Matías Zaracho     |     |     |
| C                        | 26 | Ignacio Fernández  | 34’ | 83’ |
| A                        | 11 | Keno               |     | 56’ |
| A                        | 7  | Hulk               | 80’ |     |
| Sostituzioni:            |    |                    |     |     |
| P                        | 32 | Rafael             |     |     |
| D                        | 2  | Guga               |     |     |
| D                        | 3  | Júnior Alonso      |     | 83’ |
| D                        | 16 | Igor Rabello       |     |     |
| C                        | 5  | Otávio             |     | 83’ |
| C                        | 27 | Calebe             |     |     |
| C                        | 30 | Dylan Borrero      |     |     |
| C                        | 37 | Tchê Tchê          |     |     |
| C                        | 44 | Rubens             |     |     |
| A                        | 17 | Jefferson Savarino |     |     |
| A                        | 18 | Eduardo Sasha      |     | 87’ |
| A                        | 19 | Ademir             |     | 19’ |
| Allenatore:              |    |                    |     |     |
| Antonio Mohamed          |    |                    |     |     |

| Cruzeiro (4-3-3) |    |                  |     |     |
|                  |    |                  |     |     |
| P                | 1  | Rafael Cabral    | 78’ |     |
| D                | 8  | Rômulo           |     |     |
| D                | 26 | Lucas Oliveira   |     |     |
| D                | 14 | Eduardo Brock    |     |     |
| D                | 36 | Rafael Santos    |     |     |
| C                | 29 | Willian          | 27’ | 80’ |
| C                | 21 | Pedro Castro     |     | 60’ |
| C                | 55 | Fernando Canesin |     | 80’ |
| A                | 39 | Vitor Roque      |     | 69’ |
| A                | 99 | Edu              | 26’ |     |
| A                | 19 | Vitor Leque      |     | 60’ |
| Sostituzioni:    |    |                  |     |     |
| P                | 31 | Denyvis          |     |     |
| D                | 3  | Wagner Leonardo  |     |     |
| D                | 4  | Mateus Silva     |     |     |
| D                | 42 | Geovane Jesus    |     |     |
| C                | 6  | Matheus Bidu     |     |     |
| C                | 15 | Adriano          |     | 80’ |
| C                | 28 | João Paulo       |     | 60’ |
| C                | 48 | Daniel Júnior    |     | 69’ |
| C                | 52 | Diego Miticov    |     | 80’ |
| C                | 60 | Breno Teixeira   |     |     |
| A                | 7  | Bruno José       |     |     |
| A                | 11 | Waguininho       |     | 60’ |
| Allenatore:      |    |                  |     |     |
| Paulo Pezzolano  |    |                  |     |     |

## Troféu Inconfidência
Il Troféu Inconfidência è stato vinto dal Democrata-GV dopo aver superato il Tombense in finale per 1-0.
|  | Semifinali | Semifinali   | Semifinali | Semifinali | Semifinali |  |  | Finale | Finale       | Finale |  |
|  |            |              |            |            |            |  |  |        |              |        |  |
|  | 7          | Democrata-GV | 1          | 3          | 4          |  |  |        |              |        |  |
|  | 6          | Villa Nova   | 2          | 1          | 3          |  |  | 7      | Democrata-GV | 1      |  |
|  | 8          | Tombense     | 3          | 1          | 4          |  |  | 8      | Tombense     | 0      |  |
|  | 5          | América-MG   | 1          | 1          | 2          |  |  |        |              |        |  |

## Troféu do Interior
Athletic e Caldense si sono sfidati per il Troféu do Interior in un doppio incontro, essendo stati entrambi eliminati in semifinale contro un club di Belo Horizonte. Lo spareggio è stato vinto dall'Athletic Club ai rigori dopo che entrambe le partite erano terminate in parità.
| Squadra 1 | Totale          | Squadra 2 | Andata | Ritorno |
| --------- | --------------- | --------- | ------ | ------- |
| Athletic  | 1 - 1 (5-4 dtr) | Caldense  | 1 - 1  | 0 - 0   |

### Andata
| Arbitro: | Igor Benevenuto |

|            |           |                      |
| Alemão 10’ | Marcatori | 57’ Ricardo Oliveira |

### Ritorno
| Arbitro: | Marco Aurélio Augusto Fazekas Ferreira |

|                                                                   |                      |                                                                              |
| Antônio Falcão Mariano Kadu Douglas Santos Alason Carioca Sidimar | Tiri di rigore 5 – 4 | Filipi Sousa Artur Igor Pimenta Guilherme Borges Douglas Skilo Mateus Müller |

## Recopa Mineira
La Recopa Mineira è stata vinta dall'Athletic, vittorioso per 1-0 contro il Democrata-GV.
| Squadra 1 | Risultato | Squadra 2    |
| --------- | --------- | ------------ |
| Athletic  | 1 – 0     | Democrata-GV |

## Statistiche

### Classifica marcatori
| Gol |  |  | Giocatore     | Squadra          |
| --- |  |  | ------------- | ---------------- |
| 10  |  |  | Hulk          | Atlético Mineiro |
| 7   |  |  | Edu           | Cruzeiro         |
| 6   |  |  | Rafhael Lucas | Athletic Club    |
| 5   |  |  | Eduardo Sasha | Atlético Mineiro |
| 5   |  |  | João Diogo    | Caldense         |
| 5   |  |  | Ciel          | Tombense         |
| 3   |  |  | Ademir        | Atlético Mineiro |
| 3   |  |  | João Paulo    | Cruzeiro         |
| 3   |  |  | Marcelinho    | Democrata (GV)   |
| 3   |  |  | Kadu          | Villa Nova       |
| 3   |  |  | Vitor Roque   | Cruzeiro         |

### Squadra della stagione
La squadra della stagione è stata selezionata al termine del torneo.
| Ruolo | Naz.               | Giocatore        | Squadra          |
| ----- | ------------------ | ---------------- | ---------------- |
| P     | Brasile (bandiera) | Renan Rinaldi    | Caldense         |
| TD    | Brasile (bandiera) | Rômulo           | Cruzeiro         |
| D     | Brasile (bandiera) | Réver            | Atlético Mineiro |
| D     | Brasile (bandiera) | Sidimar          | Athletic         |
| TS    | Brasile (bandiera) | Guilherme Arana  | Atlético Mineiro |
| C     | Brasile (bandiera) | João Paulo       | Cruzeiro         |
| C     | Brasile (bandiera) | Willian Oliveira | Cruzeiro         |
| C     | Brasile (bandiera) | Allan            | Atlético Mineiro |
| A     | Brasile (bandiera) | Hulk             | Atlético Mineiro |
| A     | Brasile (bandiera) | Edu              | Cruzeiro         |
| A     | Brasile (bandiera) | Vitor Roque      | Cruzeiro         |

Allenatore
 Antonio Mohamed (América-MG)
Giocatore del torneo
 Edu (Cruzeiro)